# Vickers Viscount
O Vickers Viscount é um avião turbo-hélice de médio-alcance fabricado pela Vickers-Armstrongs com início de suas atividades em 1953. Foi um dos mais bem sucedidos aviões da geração pós-guerra, sendo construídos no total 445 aparelhos. Era mais silencioso e tinha menos vibrações do que os outros aviões de sua época.

## No Brasil

Delegação de técnicos da VASP durante treinamento de manutenção na fábrica da Vickers em Weybridge, Reino Unido, fevereiro de 1958. Da esquerda para a direita: A. Byrne (instrutor Vickers), M. Azevedo (eletricista), A. Schmidt (chefe da oficina elétrica) e M.A. Campos (engenheiro chefe de operações). Arquivo Nacional.

A VASP encomendou cinco unidades da série 800, que em 1958 foram as primeiras aeronaves a reação a voar no Brasil. Anos depois a VASP comprou mais 10 unidades da série 700. Eles foram operados até 1975, quando os últimos modelos da série 800 foram retiradas dos serviços da Ponte Aérea Rio-São Paulo. Foram vendidos à Pluna.

## Exemplares em exibição
- Modelo 701 (Matrícula G-ALWF, Sir John Franklin) em exibição com as cores da BEA no Imperial War Museum Duxford, Cambridgeshire, Inglaterra.
- Modelo 701 (Matrícula G-AMOG, Sir Robert Falcon Scott) em exibição com as cores da BEA no RAF Museum Cosford, Shropshire, Inglaterra.
- Modelo 708 (Matrícula F-BGNU) em exibição com as cores da Air France no Museu do Automóvel e da Tecnologia de Sinsheim, Alemanha.
- Modelo 757 (Matrícula CF-THI) em exibição com as cores da Trans Canadian Airlines no Canadian Aviation Museum, Rockcliffe, Canadá.
- Modelo 789D (Número de série FAB2101) em exibição com as cores da Força Aérea Brasileira no Museu Aeroespacial, Campos dos Afonsos, Brasil.
- Modelo 806 (Matrícula G-APIM, Viscount Stephen Piercey) em exibição com as cores da British Air Ferries em Brooklands, Surrey, Inglaterra.
- Modelo 807 (Matrícula ZK-BRF, City of Christchurch) em exibição no Ferrymead Heritage Park, Christchurch, Nova Zelândia.
- Modelo 814 (Matrícula D-ANAM) em exibição com as cores da British Air Ferries em Flugausstellung Leo Junior na cidade de Hermeskeil, Alemanha.
- Modelo 818 (Matrícula VH-TVR, John Murray) em exibição com as cores da Trans Australian Airlines na Australian National Aviation Museum, Moorabbin, Austrália.
- Modelo 843 (Número de série 50258) em exibição com as cores da Força Aérea Chinesa no Beijing Aviation Museum, China.
- Modelo 701 (Matrícula PP-SRO VASP antigo G-ANHD da BEA) no Museu Eduardo André Matarazzo em Bebedouro/SP Brasil.
- Modelo 701 (Matrícula PP-SRJ VASP) em exibição no município de Araçariguama, Brasil.

## Operadores militares
Países que utilizaram o avião Vickers Viscount em suas Forças Aéreas:
África do Sul, Austrália, Brasil, China, Índia, Omã, Paquistão, Reino Unido, Turquia.